# Etienne Scio
Etienne Scio (Bordeaux, 1766 – Parigi, 21 febbraio 1796) è stato un compositore e violinista francese.
Iniziò l'attività musicale come violinista, suonando dapprima a Tolosa poi a Marsiglia, dove conobbe la futura moglie, il soprano Julie Angélique Legard, che avrebbe assunto il suo cognome. A Marsiglia compose numerosi balletti e divertimenti, poi si trasferì a Parigi, prima al Théâtre Molière poi al Théâtre Feydeau dove cantava la moglie. Tra le opere che scrisse, da segnalare Lisia (innovativa per l'uso del coro) e Lisidore et Monrose, che piacque nonostante le accuse di plagio di opere precedenti di altri autori. Morì di tisi in giovane età.

## Opere teatrali
| Titolo                                              | Genere                                          | Suddivisioni | Libretto                                                                        | Data della prima  | Luogo, teatro           |
| --------------------------------------------------- | ----------------------------------------------- | ------------ | ------------------------------------------------------------------------------- | ----------------- | ----------------------- |
| Le réveil de Kamailliaka, ou Le mariage de la folie | opéra                                           | 2 atti       | Marie Monnet                                                                    | 4 luglio 1791     | Parigi, Théâtre Molière |
| Le sopha                                            | opéra féerie mêlé de vaudevilles et d'ariettes  | 2 atti       |                                                                                 | 26 agosto 1791    | Parigi, Théâtre Molière |
| La France régénérée                                 | comédie mêlée de vaudevilles et d'airs nouveaux | 1 atto       | Chaussard                                                                       | 14 settembre 1791 | Parigi, Théâtre Molière |
| Lisidore et Monrose                                 | drame héroï-lyrique                             | 3 atti       | Marie Monnet (da Le sire de Créqui di François-Thomas-Marie de Bacular d'Arnaud | 26 aprile 1792    | Parigi, Théâtre Feydeau |
| Lisia                                               | comédie mêlée d'ariettes                        | 2 atti       | Marie Monnet                                                                    | 8 luglio 1793     | Parigi, Théâtre Feydeau |
| Le tambourin de Provence, ou L'heureuse incertitude | comédie mêlée de chant et de danses             | 1 atto       | Marie Monnet                                                                    | 13 settembre 1793 | Parigi, Palais-Variétés |